# Château de Houtain-le-Val
 (février 2022).
Si vous disposez d'ouvrages ou d'articles de référence ou si vous connaissez des sites web de qualité traitant du thème abordé ici, merci de compléter l'article en donnant les références utiles à sa vérifiabilité et en les liant à la section « Notes et références ».
 (février 2022).
Le Château de Houtain-le-Val est un château à Houtain-le-Val, Wallonie, dans la commune de Genappe, Brabant wallon, Belgique.

## Présentation
Le premier château du site aurait été construit par Walter de Holton, premier seigneur de Houtain, en 1129[réf. souhaitée]. Lors de sa restauration en 1850, deux tours ont été ajoutées[réf. nécessaire]. Les propriétaires actuels sont les descendants du Comte de Moerkerke[réf. nécessaire].
Il a fait l'objet d'un chantier de restauration en 2018/2019.